# Edric Cundell
Edric Cundell, född 1893, död 1961, var en brittisk dirigent och tonsättare.
Cundell utbildades vid Trinity College of Music, där han från 1914 själv var lärare. Cundell var dirigent vid flera orkestersammanslutningar och en framstående kompositör av orkesterverk, kammarmusik, sånger och pianostycken.